# 사본

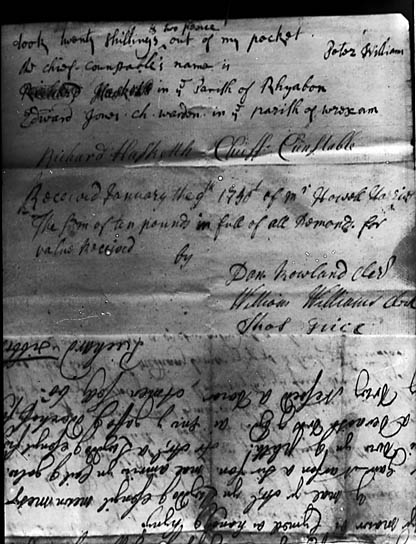

사본(寫本, 영어: manuscript)는 어원적으로는 여러 가지 소재에 손으로 쓴 문장 전부를 포함하지만, 일반적으로 인쇄된 판본이나 간본(刊本)한 것에 대응하여 필사된 서적을 말한다.
고대나 중세의 문서류는 돌이나 점토판 혹은 금속판에 새겨진 것, 나무 조각이나 대(竹) 조각에 필사된 것을 제외하면 파피루스, 양피지, 종이에 서사한 사본의 형식으로 전승되었다. 고대에는 권자본(卷子本, 두루마리)이었으나 서양에서는 3~4세기 이후 책자본(冊子本)이 주류가 되었다. 그 후에 나타난 이슬람 사본에서도 책자본이 주류를 이룬다.
사본은 서(書, 캘리그래피)로도 중시되지만 호화로운 사본에서 볼 수 있는 바와 같이 본문의 장식 삽화나 표지의 장정이 회화, 공예 작품으로 독립시켜 취급되는 수도 많다. 15세기부터 인쇄본이 보급됨에 따라 점차 없어지고 있다.

## 같이 보기
- 필사본
- 코덱스 기가스